# Убийства в Черри-Фолс
«Убийства в Черри-Фолс» (англ. Cherry Falls) — американский слэшер 2000 года режиссёра Джеффри Райта.

## Сюжет
На окраине небольшого городка Черри-Фолс возле озера происходит убийство влюблённой парочки, целовавшейся в автомобиле. 

Далее зритель переносится к другим влюбленным — к дочери шерифа Джоди и парню Кенни, отношения которых переживают сложный период. Они встречаются уже год, и Кенни настаивает на близости, но Джоди ещё не готова. Личную жизнь девушки контролирует её отец — шериф Брент Маркен.
Поздно ночью в доме шерифа раздаётся звонок. Шериф едет на место преступления, которое повергло жителей небольшого городка во всеобщий траур. Уроки в школе отменяются. Одноклассники вспоминают погибших. Мнения подростков противоречивы. И обмен мнениями перерастает во взаимные оскорбления. Учителю мистеру Марлистону приходится прервать эту словесную перепалку.
Вечером в городе происходит очередное убийство школьницы. Становится очевидным, что это серийный маньяк-убийца. В дело включается ФБР. Как и у двух предыдущих жертв на внутренней стороне бедра девушки, вырезано слово «девственница». Патологоанатом высказывает мнение, что убийца предельно точен в выборе жертв.
Шериф в школьном спортзале решает собрать городское совещание, на котором сообщает о сложности расследования такого рода преступлений и том, что жертвами убийцы становятся девственники. Собрание перерастает в небольшую потасовку, а убийца в это время снова совершает преступление — он убивает охочего до сенсаций местного журналиста, а затем пытается нагнать Джоди. По словам Джоди составляется фоторобот убийцы, который поднимает в памяти шерифа какие-то далёкие и не очень приятные воспоминания. Джоди пытается выяснить секреты отца. Она подслушивает его разговор с директором школы (они учились вместе) и отправляется в библиотеку, чтобы просмотреть старые газеты, в надежде найти хоть какую-нибудь информацию о женщине, имя которой она услышала в разговоре — Лорель Шерман. Джоди находит то, что искала. В статье сказано, что Лорель Шерман исчезла более 25 лет назад. Но всю правду Джоди узнаёт от своей матери. Лорель была изнасилована пьяными выпускниками. Это были дети из богатых и влиятельных семей, поэтому никому не предъявили обвинение. Доказать ничего не удалось. Двое уехали из города через год, третий стал директором школы. А четвёртый…
Джоди, к своему ужасу, узнаёт, что её отец был «пассивным» участником преступления.
Тем временем шериф посещает дом, в котором, предположительно, сейчас находится Лорель Шерман. Дом выглядит абсолютно запущенным и пустым. Он уходит, не видя, что за ним наблюдают.
Джоди приходит к Кенни, но ни к чему хорошему их разговор не приводит. Джоди хочет заняться с ним сексом, но Кенни не принимает этого «подарка». Он не хочет, чтобы она делала это только назло родителям. Они ссорятся. Джоди убегает, а Кенни кричит ей вслед, что всё кончено. Он отправляется на так называемую «секс-вечеринку», которую организовали старшеклассники, чтобы спутать планы убийцы девственников.
В городе шерифа ждёт страшный сюрприз — труп директора школы. Пока шериф его осматривает, кто-то подкрадывается сзади и ударяет Маркена по голове.
Джоди приезжает к своему учителю мистеру Марлистону. Он пытается затащить в дом какой-то сундук, судя по всему очень тяжёлый. Джоди помогает учителю спустить сундук в подвал, и в ответ на вопрос «Что в сундуке?» получает «убийственный» ответ «Твой папа». Учитель улыбается и добавляет: «А может и мой». Джоди открывает сундук и видит… своего отца, связанного и окровавленного. Тут учитель сбрасывает маску добродушного интеллигента и бьет Джоди по лицу. Девушка теряет сознание и приходит в себя в кресле, привязанная к нему. Марлистон вынуждает Брента рассказать, что произошло тогда, 27 лет назад. Выясняется, что Марлистон — сын Брента. Он говорит, что убивал детей, потому что они — то единственное невинное, что осталось у родителей, погрязших во лжи и пороках.
Тем временем к дому подъезжает машина. Это Кенни. Услышав звонок, Джоди кричит изо всех сил. Марлистон залепляет Джоди рот, наспех накидывает халат и идёт избавляться от незваного гостя. Что впрочем не так то просто, Кенни уже видел, что велосипед Джоди стоит у крыльца. Марлистон ведёт себя вызывающе, не так как раньше, и получает удар в живот. Браво, Кенни! Парень пробирается в подвал и освобождает заложников. Тут в подвал врывается Марлистон с топором. Шериф вступает с ним в схватку и отдаёт свою жизнь за дочь. Кенни уводит Джоди наверх.
Пара прибегает в дом, где продолжается вечеринка, а за ними маньяк. Тут начинается полнейший хаос и неразбериха. Джоди и Кенни теряют друг друга в толпе. Девушка бежит по дому, но убийца ловит её. Он почти достиг своей цели, но тут их находит Кенни. Он набрасывается на Марлистона сзади, пытаясь его оттащить, и получает рану ножом. Убийца и Джоди остаются один на один. Он кидается на неё с ножом, но Джоди, применив приём, которому научил её отец, сбрасывает безумного брата с балкона. Тот приземляется прямо на сломанные перила. Маньяк напоследок оживает, но его добивает заместитель шерифа.
Джоди на допросе у агентов ФБР, она утверждает, что не знает почему Марлистон совершил все эти убийства. Их с матерью отпускают. Они выходят на улицу, но прежде чем сесть в машину, Джоди смотрит в конец улицы и видит фигуру убийцы. Секунда и его уже нет.
Финальная сцена. Потоки воды озера окрашиваются в кроваво-красный цвет.

## В ролях
- Бриттани Мёрфи — Джоди Маркен
- Джей Мор — Леонард Марлистон
- Майкл Бьен — шериф Брент Маркен
- Джесси Брэдфорд — Род Харпер
- DJ Qualls — Валли
- Кэнди Кларк — Мардж Маркен
- Аманда Анка - заместитель шерифа Мина
- Джо Инскоу — Том Сислер
- Гэбриэл Манн — Кенни Аскотт
- Натали Рэмси — Сэнди
- Дуглас Спэйн — Марк
- Бри Блэр — Стэйси Твелфманн
- Кристен Миллер — Синди
- Майкл Уэстон — Бен
- Керам Малики-Санчес — Тимми
- Вики Дэвис - Хизер
- Рик Форрестер - заместитель Бо
- Клементин Форд — Аннетт Дьювалд
- Колин Фикес — Дино
- Захари Найтон — мистер Ролли
- Рэнд Кортни — Деннис
- Брет МакКи — Дилан Роли
- Джоанна Портман — Шэрон